# Fimmvörðuháls

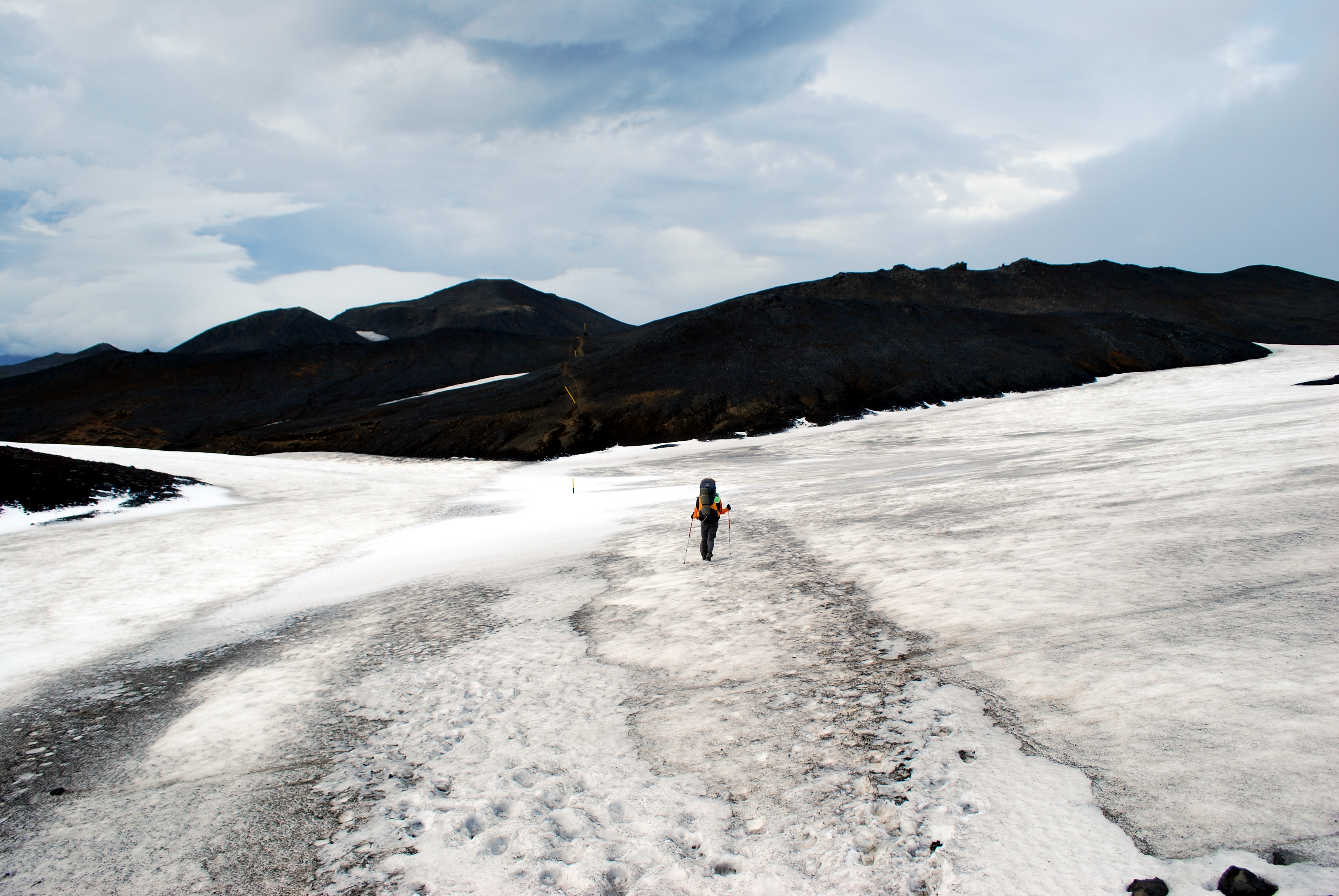
A Fimmvörðuháls egy része

A Fimmvörðuháls ( hallgat) terület az Eyjafjallajökull és a Mýrdalsjökull gleccser között Izland déli részén. Itt is átmegy Skógar és Thórsmörk közötti útvonal, amely annak ellenére, hogy 22 km-es és 1000 méter hegymászást is tartalmaz, az egyik legnépszerűbb gyalogtúra az országban.
A területen található egy modern, kényelmes kunyhó, ami Útivistnek, Izland egyik legnagyobb turisztikai egyesületének a tulajdona. A közelben található egy régebbi, kevésbe felszerelt kunyhó is, amit Baldvinsskálinak neveznek. Az út Skógartól igen látványos, mivel az útvonal mentén több vízesés is található. A hely június közepétől késő augusztusig látogatható.
1976. május 16-án éjjel három utazó meghalt a hegyen egy hóvihar következtében.
A  Fimmvörðuhálsi útvonal kombinálható a Landmannalaugar és Thórsmörk közötti túrával, így egy 4-6 nap időtartamú kirándulást alkotva.

## Az Eyjafjallajökull 2010-es kitörései

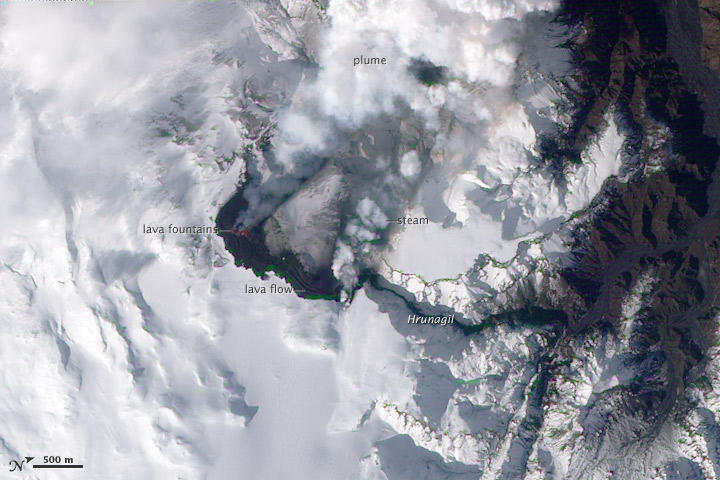
Műholdfelvétel az Eyjafjallajökull kitöréséről március 24-én

2010. március 20-án kitört az egyik részen fekvő Eyjafjallajökull, aminek hatására kisebb földrengések következtek be a területen. A kitörés 23:00 körül kezdődött, és egy 0,5 km hosszú repedést indított el az északi részen.
Alig egy héttel később egy újabb kitörés egy 300 m hosszú repedést eredményezett, és friss kráterek jöttek létre az északi útvonalon, Thórsmörk, egy kedvelt turistalátványosság közelében. Vulkanológusok tanácsára leállították a rendszeres túrajáratokat.

## Fordítás
- Ez a szócikk részben vagy egészben  a   Fimmvörðuháls című angol Wikipédia-szócikk fordításán alapul.  Az eredeti cikk szerkesztőit annak laptörténete sorolja fel. Ez a jelzés csupán a megfogalmazás eredetét és a szerzői jogokat jelzi, nem szolgál a cikkben szereplő információk forrásmegjelöléseként.

## Külső hivatkozások
- (angolul) Location of the eruption on Fimmvörðuháls / Eyjafjallajökull, Fugato